# Saint-Priest-la-Prugne
Saint-Priest-la-Prugne ist eine französische Gemeinde mit 412 Einwohnern (Stand: 1. Januar 2022) im Département Loire in der Region Auvergne-Rhône-Alpes. Sie gehört zum Arrondissement Roanne und zum Kanton Renaison.

## Geographie
Saint-Priest-la-Prugne ist die westlichste Gemeinde des Départements Loire. Sie grenzt an die Départements Allier und Puy-de-Dôme und liegt an der Besbre, etwa 26 Kilometer westsüdwestlich von Roanne. Umgeben wird Saint-Priest-la-Prugne von den Nachbargemeinden Laprugne im Norden, La Tuilière im Osten, Saint-Just-en-Chevalet im Südosten, Chausseterre im Süden, Arconsat im Südwesten sowie Lavoine im Westen.

## Bevölkerungsentwicklung
| Jahr                       | 1962 | 1968 | 1975 | 1982 | 1990 | 1999 | 2006 | 2013 | 2022 |
| Einwohner                  | 916  | 880  | 717  | 514  | 505  | 442  | 462  | 442  | 412  |
| Quellen: Cassini und INSEE |      |      |      |      |      |      |      |      |      |

## Sehenswürdigkeiten

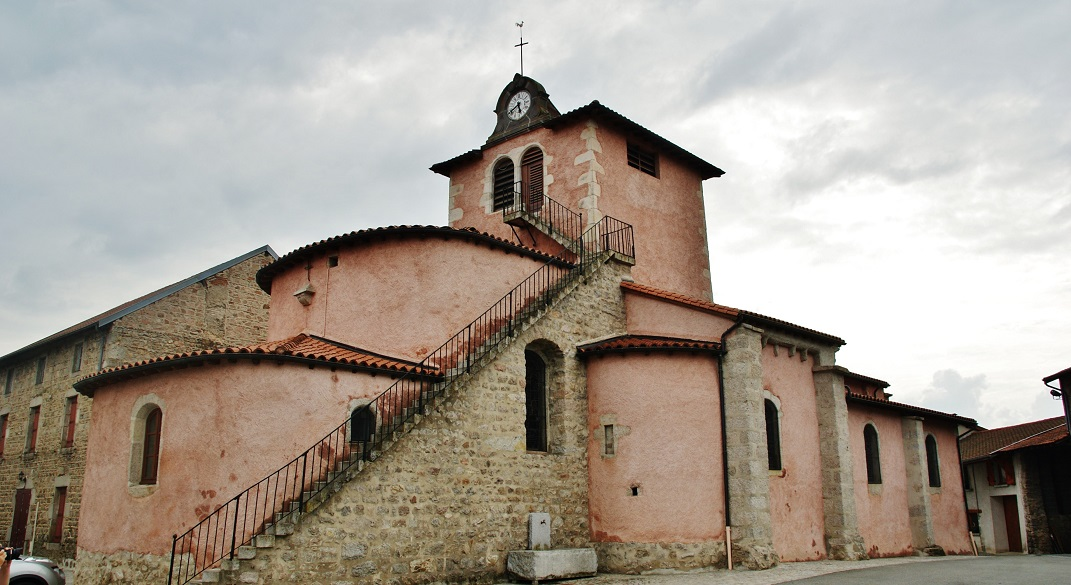
Kirche Saint-Prix
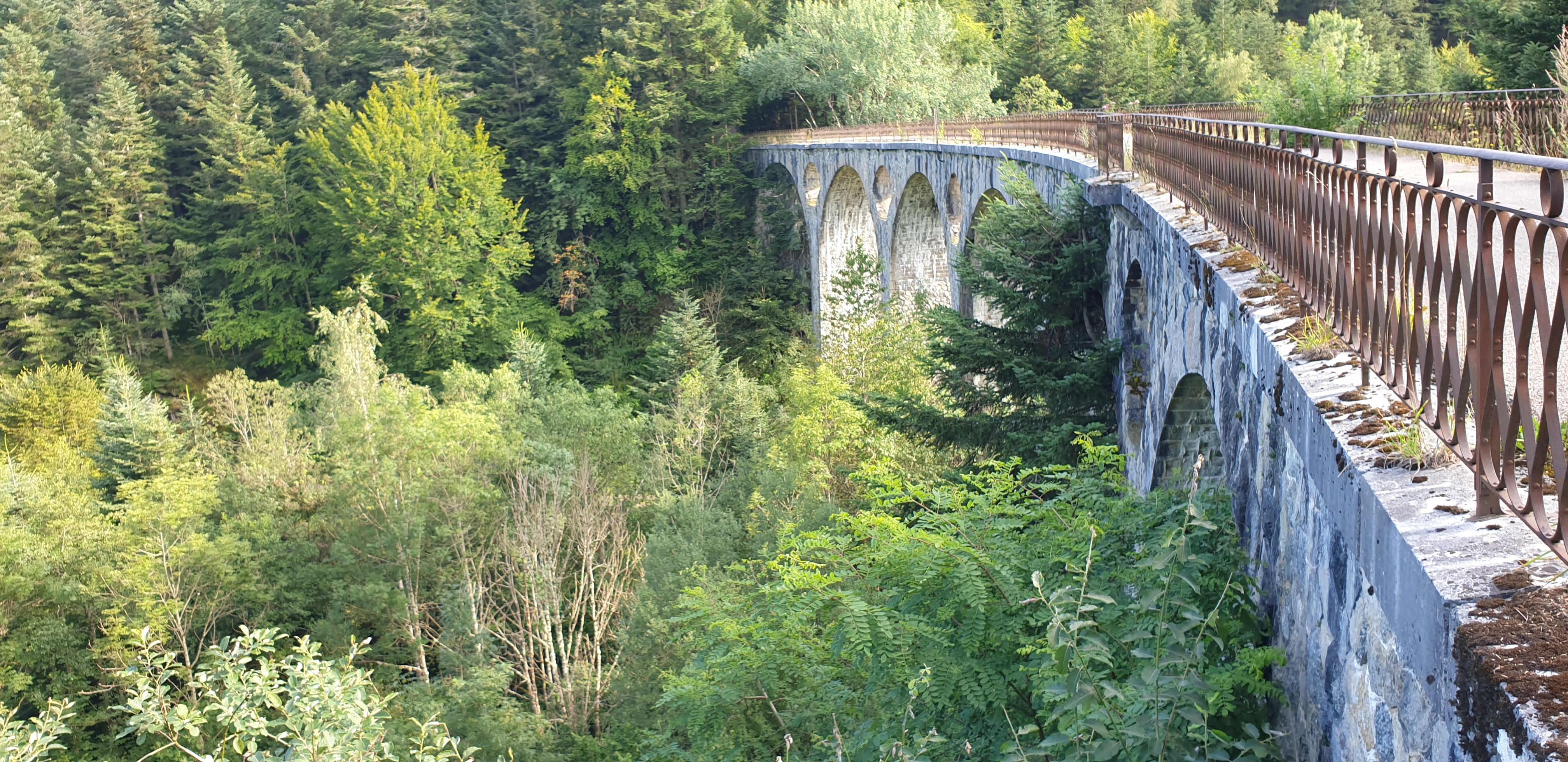
Brücke über die Besbre
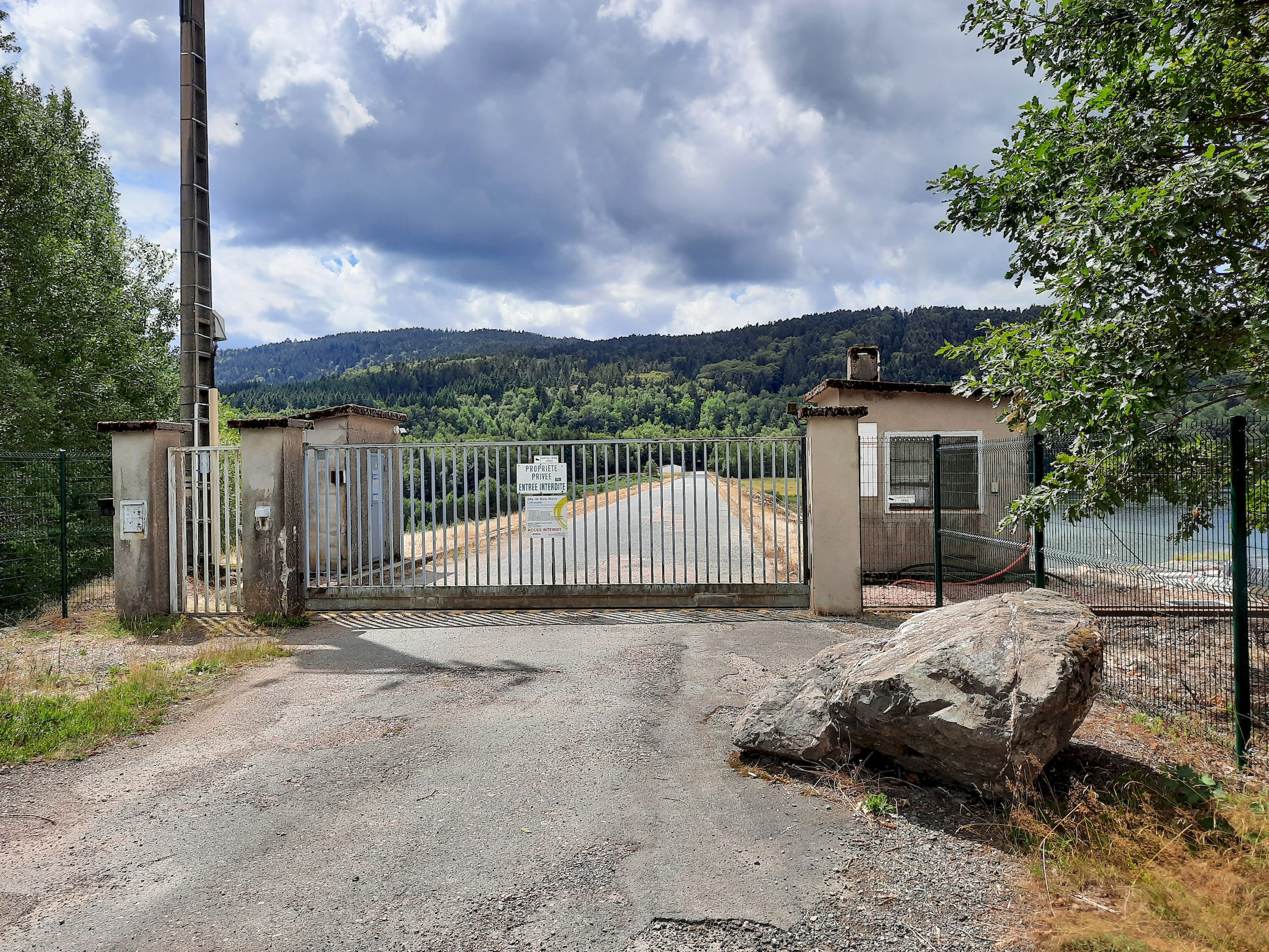
Eingang zur ehemaligen Uranmine

- Kirche Saint-Prix
- Brücke über die Besbre
- Eingang zur ehemaligen Uranmine